# Aphantopus minor
Aphantopus minor är en fjärilsart som beskrevs av Fuchs 1891. Aphantopus minor ingår i släktet Aphantopus och familjen praktfjärilar. Inga underarter finns listade i Catalogue of Life.